# Ендрю Робертсон
Ендрю Робертсон (англ. Andrew Robertson, нар. 11 березня 1994, Глазго) — шотландський футболіст, захисник клубу «Ліверпуль».
Виступав, зокрема, за клуби «Данді Юнайтед» та «Галл Сіті», а також національну збірну Шотландії.

## Клубна кар'єра
Народився 11 березня 1994 року в місті Глазго. Вихованець юнацьких команд футбольних клубів «Селтік» та «Квінз Парк». 28 липня 2012 року у матчі Кубка Виклику проти «Бервік Рейнджерс» він дебютував у складі останнього. 11 серпня в поєдинку проти «Іст Стерлінгшир» Ендрю дебютував у третьому дивізіоні Шотландії. 13 листопада в поєдинку матчі проти «Іст Стерлингшир» він забив свій перший гол за «Квінз Парк».
Влітку 2013 року контракт Робертсона закінчився і він на правах вільного агента приєднався до «Данді Юнайтед». 2 серпня в матчі проти «Партік Тісл» Ендрю дебютував у шотландській Прем'єр-лізі. 22 вересня в поєдинку проти «Мотервелла» він забив свій перший гол за «Данді Юнайтед». За підсумками сезону Робертсон був визнаний найкращим молодим футболістом Шотландії.
Влітку 2014 року Ендрю перейшов у англійський «Галл Сіті», підписавши контракт на три роки. Сума трансферу склала 3,5 млн євро. 16 серпня в матчі проти «Квінз Парк Рейнджерс» він дебютував у англійській Прем'єр-лізі. За підсумками сезону 2014/15 клуб вилетів у Чемпіоншип, але Ендрю вирішив залишитися з командою. 3 листопада 2015 року в поєдинку проти «Брентфорда» він забив свій перший гол за «Галл Сіті». З першої ж спроби Робертсон допоміг клубу повернутись в елітний англійський дивізіон, але і цього разу «тигри» не зуміли закріпитись у Прем'єр-лізі, вилетівши з неї за результатом сезону 2016/17.
Влітку 2017 року Робертсон перейшов в «Ліверпуль». Сума трансферу склала 10 млн фунтів. У матчі проти «Крістал Пелес» він дебютував за клуб у англійській Прем'єр-лізі. 13 травня 2018 року в поєдинку проти «Брайтон енд Гоув Альбіон» Ендрю забив свій перший гол за «Ліверпуль». Станом на 16 травня 2018 року відіграв за мерсісайдців 22 матчі в національному чемпіонаті.

## Виступи за збірні
Протягом 2013—2015 років залучався до складу молодіжної збірної Шотландії. На молодіжному рівні зіграв у 4 офіційних матчах.
5 березня 2014 року дебютував в офіційних іграх у складі національної збірної Шотландії в товариському матчі проти збірної Польщі, замінивши у другому таймі Баррі Беннана. 18 листопада в поєдинку проти збірної Англії він забив свій перший гол за національну команду

## Статистика виступів

### Статистика клубних виступів
Станом на 7 травня 2019
| Клуб              | Сезон             | Ліга              | Ліга | Ліга  | Кубок | Кубок | Кубок ліги | Кубок ліги | Єврокубки | Єврокубки | Інші змагання | Інші змагання | Усього | Усього |
| Клуб              | Сезон             | Дивізіон          | Ігор | Голів | Ігор  | Голів | Ігор       | Голів      | Ігор      | Голів     | Ігор          | Голів         | Ігор   | Голів  |
| ----------------- | ----------------- | ----------------- | ---- | ----- | ----- | ----- | ---------- | ---------- | --------- | --------- | ------------- | ------------- | ------ | ------ |
| Квінз Парк        | 2012–13           | Третій дивізіон   | 34   | 2     | 2     | 0     | 3          | 0          | —         | —         | 4             | 0             | 43     | 2      |
| Данді Юнайтед     | 2013–14           | Прем'єршип        | 36   | 3     | 5     | 2     | 3          | 0          | —         | —         | —             | —             | 44     | 5      |
| Галл Сіті         | 2014–15           | Прем'єр-ліга      | 24   | 0     | 0     | 0     | 0          | 0          | 0         | 0         | —             | —             | 24     | 0      |
| Галл Сіті         | 2015–16           | Чемпіоншип        | 42   | 2     | 2     | 0     | 5          | 1          | —         | —         | 3             | 1             | 52     | 4      |
| Галл Сіті         | 2016–17           | Прем'єр-ліга      | 33   | 1     | 2     | 0     | 4          | 0          | —         | —         | —             | —             | 39     | 1      |
| Галл Сіті         | Усього            | Усього            | 99   | 3     | 4     | 0     | 9          | 1          | 0         | 0         | 3             | 1             | 115    | 5      |
| Ліверпуль         | 2017–18           | Прем'єр-ліга      | 22   | 1     | 1     | 0     | 1          | 0          | 6         | 0         | —             | —             | 30     | 1      |
| Ліверпуль         | 2018–19           | Прем'єр-ліга      | 35   | 0     | 0     | 0     | 0          | 0          | 11        | 0         | —             | —             | 46     | 0      |
| Ліверпуль         | Усього            | Усього            | 57   | 1     | 1     | 0     | 1          | 0          | 17        | 0         | —             | —             | 76     | 1      |
| Усього за кар'єру | Усього за кар'єру | Усього за кар'єру | 226  | 9     | 11    | 2     | 16         | 1          | 17        | 0         | 7             | 1             | 278    | 13     |

### Статистика виступів за збірну
| Дата       | Місто           | Господарі | Результат | Гості      | Турнір            | Голи | Примітки |
| ---------- | --------------- | --------- | --------- | ---------- | ----------------- | ---- | -------- |
| 05-03-2014 | Варшава         | Польща    | 0 – 1     | Шотландія  | товариський матч  | -    | 67'      |
| 28-05-2014 | Лондон          | Шотландія | 2 – 2     | Нігерія    | товариський матч  | -    | 77'      |
| 11-10-2014 | Глазго          | Шотландія | 1 – 0     | Грузія     | Відбір до ЧЄ 2016 | -    |          |
| 14-11-2014 | Глазго          | Шотландія | 1 – 0     | Ірландія   | Відбір до ЧЄ 2016 | -    | 82'      |
| 18-11-2014 | Глазго          | Шотландія | 1 – 3     | Англія     | товариський матч  | 1    |          |
| 29-03-2015 | Глазго          | Шотландія | 6 – 1     | Гібралтар  | Відбір до ЧЄ 2016 | -    |          |
| 04-09-2015 | Тбілісі         | Грузія    | 1 – 0     | Шотландія  | Відбір до ЧЄ 2016 | -    | 59'      |
| 11-10-2015 | Лоле            | Гібралтар | 0 – 6     | Шотландія  | Відбір до ЧЄ 2016 | -    |          |
| 24-03-2016 | Прага           | Чехія     | 0 – 1     | Шотландія  | товариський матч  | -    | 59'      |
| 04-06-2016 | Лонжвіль-ле-Мец | Франція   | 3 – 0     | Шотландія  | товариський матч  | -    | 46'      |
| 04-09-2016 | Та-Калі         | Мальта    | 1 – 5     | Шотландія  | Відбір до ЧС 2018 | -    |          |
| 08-10-2016 | Глазго          | Шотландія | 1 – 1     | Литва      | Відбір до ЧС 2018 | -    |          |
| 22-03-2017 | Единбург        | Шотландія | 1 – 1     | Канада     | товариський матч  | -    | 46'      |
| 26-03-2017 | Глазго          | Шотландія | 1 – 0     | Словенія   | Відбір до ЧС 2018 | -    |          |
| 10-06-2017 | Глазго          | Шотландія | 2 – 2     | Англія     | Відбір до ЧС 2018 | -    |          |
| 01-09-2017 | Вільнюс         | Литва     | 0 – 3     | Шотландія  | Відбір до ЧС 2018 | 1    |          |
| 04-09-2017 | Глазго          | Шотландія | 2 – 0     | Мальта     | Відбір до ЧС 2018 | -    |          |
| 05-10-2017 | Глазго          | Шотландія | 1 – 0     | Словаччина | Відбір до ЧС 2018 | -    |          |
| 08-10-2017 | Любляна         | Словенія  | 2 – 2     | Шотландія  | Відбір до ЧС 2018 | -    |          |
| 09-11-2017 | Абердин         | Шотландія | 0 – 1     | Нідерланди | товариський матч  | -    |          |
| 23-03-2018 | Глазго          | Шотландія | 0 – 1     | Коста-Рика | товариський матч  | -    |          |
| 27-03-2018 | Будапешт        | Угорщина  | 0 – 1     | Шотландія  | товариський матч  | -    | 67'      |
| Усього     |                 | Матчів    | 22        |            | Голів             | 2    |          |

## Титули і досягнення
- «Ліверпуль»

Переможець Ліги чемпіонів (1): 2018-19
Володар Суперкубка УЄФА (1): 2019
Чемпіон світу серед клубів (1): 2019
Чемпіон Англії (2): 2019-20, 2024-25
Володар Кубка Футбольної ліги (2): 2021-22, 2023-24
Володар Кубка Англії (1): 2021-22
Володар Суперкубка Англії (1): 2022
Особисті
- Найкращий молодий футболіст Шотландії: 2013–14[16]
- У символічній збірній чемпіонату Шотландії: 2013–14[17]